# Hotclub Combo
Die Hotclub Combo (auch Hotclub Sextett oder Hot-Club Frankfurt) war eine Frankfurter Jazz-Band des Swing, die in der Zeit des Nationalsozialismus und in den Nachkriegsjahren bestand.

## Geschichte der Band
Die jungen Frankfurter Musiker Carlo Bohländer und Emil Mangelsdorff bildeten 1941 mit dem Klarinettisten Charly Petri, dem Bassisten Hans Otto Jung und dem Schlagzeuger Hans Podehl noch während der Zeit des Nationalsozialismus eine Jazzband, die nach Joachim-Ernst Berendt „die Keimzelle für den Frankfurter Nachkriegsjazz“ bilden sollte; man spielte heimlich, in der für die Zeit typischen Camouflage-Swingtitel, indem man die fast ausschließlich US-amerikanischen Stücke mit deutschen Titeln versah, denn alles Amerikanische war offiziell verboten. Die Musiker traten zunächst als Harlem-Combo in der „Rokoko-Diele“ auf, die sich in einem Hinterhof des Kyffhäuser-Hotels der Kaiserstraße 69 befand, später spielten sie in einem leerstehenden Fabrikgebäude.
Am 17. Mai 1945 erhielten die Musiker als Hotclub Sextett von der US-amerikanischen Besatzungsbehörde eine Lizenz, durch die öffentliche Auftritte gestattet wurden. In dem Ensemble, das noch bis 1948 bestehen sollte, spielten in der Nachkriegszeit der Pianist Heinz Gietz, der Tenorsaxophonist Werner Dies, der Schlagzeuger Willy 'Bottle' Kühn, der Bassist Steve Spiegel sowie die Gitarristen Heinz Tischmann und Béla Martinelly. Auftritte hatte das Sextett einerseits in den US-amerikanischen Clubs, andererseits aber auch in einem Club in der Frankfurter Myliusstraße; das Programm wurde von Horst Lippmann vervielfältigt und verschickt. 1948 trat das Sextett in veränderter Besetzung auf (mit Bohländer, tp, Dies ts, Gietz, p, Louis Freichel, vib und Jung am Bass, Lippmann am Schlagzeug im Sextett als Bebop-Combo; für Dixieland-Programme wechselte Freichel an die Posaune und Dies an die Klarinette.) Das Sextett spielte nun für den Radio Frankfurt und bald auch für Radio Saarbrücken Jazztitel ein. Das Sextett gewann den vom Frankfurter Sender durchgeführten Wettbewerb verschiedener Jazzcombos „mit ungeheurem Vorsprung“ (so Horst Lippmann).
Weiterhin fungierte das Sextett als musikalisches Rückgrat von Jam-Sessions, die 1948 wöchentlich vom Palmengarten Special Services Club aus auf AFN übertragen wurden und zu Anfragen aus Belgien, den Niederlanden, England, der Schweiz, Schweden und Norwegen führten.